# Ремедело Сото
Ремедело Сото је насеље у Италији у округу Бреша, региону Ломбардија.
Према процени из 2011. у насељу је живело 721 становника. Насеље се налази на надморској висини од 42 м.